# Tanger-Ibn Battoutas flygplats
Tanger-Ibn Battoutas flygplats (franska: Aéroport Tanger Ibn Battouta, arabiska: مطار طنجة ابن بطوطة) är en flygplats i Marocko.   Den ligger i regionen Tanger-Tétouan, i den norra delen av landet, 210 km norr om huvudstaden Rabat. Tanger-Ibn Battoutas flygplats ligger 18 meter över havet.
Terrängen runt Tanger-Ibn Battoutas flygplats är platt åt sydväst, men åt nordost är den kuperad. Havet är nära Tanger-Ibn Battoutas flygplats åt nordväst. Runt Tanger-Ibn Battoutas flygplats är det tätbefolkat, med 913 invånare per kvadratkilometer. Närmaste större samhälle är Tanger, 11,5 km öster om Tanger-Ibn Battoutas flygplats. Trakten runt Tanger-Ibn Battoutas flygplats består till största delen av jordbruksmark.